# Make My Day (sång)
Make My Day är en låt framförd av Martin Vucic. Den är skriven av Dragan Vucic och Branka Kostic.
Låten var Makedoniens bidrag i Eurovision Song Contest 2005 i Kiev i Ukraina. I semifinalen den 19 maj slutade den på nionde plats med 97 poäng vilket kvalificerade bidraget för finalen den 21 maj. Där slutade det på sjuttonde plats med 52 poäng.